# 小小戒
小小戒，又稱為雜碎戒或微細戒，釋迦牟尼佛陀将涅槃之前，遺命阿难尊者曰「小小戒可捨」。「小小戒可捨」雖然是佛陀的遺命，但是在王舍城的第一次集結，眾人對何謂小小戒各有己見，故未被採納，阿難還因此而受到包括摩訶迦葉等人的諸多責難。

## 簡介
上座部諸律藏记载，在王舍城第一次集結中，阿難尊者宣布了佛陀的遗嘱，「阿難！我滅度後，僧伽若欲者，小小戒可捨。」所有律藏一致記載，諸長老對「小小戒」究竟是甚麼各有闡述，摩訶迦葉尊者首先提出阿難尊者的過錯，以阿難未向佛陀問明甚麼戒才算是小小戒，而有諸佛弟子對小小戒出現不同的認知 ，應向大眾懺悔。接著摩訶迦葉宣明了三個原則：
1. 如佛未制，不應妄制。
2. 如佛已制，不應有違。
3. 如佛所教，應謹學之。

## 大乘菩薩成就禪所應修習之法
佛曾說有善修十種禪法中有提到「多修離過患法」，其中即包括了「於微細戒而作輕心。輕於小惡視瞻不端」的修離。